# عبد الرؤوف فطرت
عبد الرؤوف رشيد أوغلي فطرت (ولد عام 1885 في بخارى، وتوفي عام 1938 في طشقند) مؤرخ وعالم لغوي وشاعر وأديب وكاتب، شارك بين عامي 1908-1909م في الحركة الإصلاحية في تركستان، التي تحوَلت إلى حزب سياسي سنة 1917م عرف باسم «البخاريون الشباب» والذي أصبح قائدا له.

## سيرته
ولِد لأب من تجار بخارى، ودرس في المدرسة الدينية فيها، ثم في مدرسة ميرعرب، حيث تعلم اللغات العربية والتركية والفارسية، والعلوم الدينية، ثم منحته جمعية «تربية الأطفال» بعثة للدراسة في إسطنبول من عام 1909 إلى عام 1913، وكان أول ظهور له في الصحيفة الإسلامية «حكمت»، كما كتب أيضا في «الصراط المستقيم» الدورية الإسلامية التي كان يحررها محمد عاكف آرصوي «كاتب النشيد الوطني التركي»، وبعدها عاد إلى تركستان في عام 1914، والتحق بمدرسة الواعظين التي افتتحت في ذلك العام، وكان من ضمن مناهجها التاريخ التركي، وكان مدرس تلك المادة يوسف آقجورا مؤسس نظرية القومية التركية.

## نشاطه
اشترك في السنوات ما بين 1910-1914 في إصلاح نظام التعليم في بخارى وتركستان، وحث على إرسال الطلاب إلى تركيا لمتابعة تعليمهم، وتولى وزارة التعليم، ثم وزارة الخارجية في الجمهورية الشعبية التي تأسست سنة 1920م، وعندما تمَّ إلغاؤها سنة 1924 لم يقبل تولي أي منصب حكومي، وتوجَّه إلى التدريس، فدرَّس في جامعة سمرقند حتى ألقي القبض عليه سنة 1937، حيث كان من ضمن حملة التصفيات التي شنها ستالين في ثلاثينيات القرن العشرين التي ضمت قائمة من المثقفين الوطنيين التركستانيين الذين صدر في حقهم حكم بالإعدام عام 1938.

## مؤلفاته
تناول في معظم كتاباته عوامل الانهيار الروحي والدنيوي للعالم الإسلامي، ودرس المظاهر الخارجية لهذا الانهيار، محاولا إيجاد الحلول للقضاء عليه، وذلك بحكم الأزمة التي رآها متمثلة في بخارى، كونها كانت واحدة من المراكز الرئيسة للإسلام، ووقعت تحت سيطرة الروس، فهُجِرت المدارس، وانهارت الدولة بعد قوتها وغرقت في بحر من الفوضى السياسية والاجتماعية، وبحكم أنه كان معلما ومصلحا وسياسيا صاحب تفكير ثوري، رأى أن كل إصلاح يبدأ بالعمل الجاد والجماعي، من أجل أن يتغلب المجتمع الإسلامي على هذه الأزمة، من خلال تهيئة الأفراد لفهم معنى الإسلام الحقيقي وإدراكه، فقد كان يؤمن بضرورة الاجتهاد في الدين، وكره التقليد والجمود، مؤكدا على استمرار أهمية الفرد والدور الذي عليه أن يؤديه، وأن إصلاح الفرد هو الشرط الرئيسي لإصلاح المجتمع، ولذلك اهتم في كتاباته بقضايا المناهج التعليمية، كما ركز على أنَّ إصلاح المجتمع الإسلامي لا يكون فقط بإصلاح الأفراد، وإنما بإصلاح المؤسسات، ولذلك انتقد المؤسسات وبيّن نقاط الضعف فيها وما يجب عليها اتباعه لتلافي عجزها. من أشهر مؤلفاته كتابه «المناظرة» الذي طبع للمرة الأولى في إسطنبول سنة 1908، وأعيدت طباعته بالفارسية في طشقند سنة 1913 ثم ترجم إلى الروسية عام 1911. وله كتاب «حكايات مسافر هندي».

## روابط خارجية
- عبد الرؤوف فطرت على موقع الموسوعة البريطانية (الإنجليزية)